# Los Blázquez
Los Blázquez es un municipio español de la provincia de Córdoba, Andalucía. En el año 2024 contaba con 635 habitantes. Su extensión superficial es de 102,74 km² y tiene una densidad de 6,18 hab/km². Se encuentra situada a una altitud de 508 metros y a 97 kilómetros de la capital de provincia, Córdoba.

## Geografía
Los Blázquez es un municipio situado en la parte noroccidental de la sierra de Córdoba, situado entre Los Pedroches y el Alto Guadiato.
En su subsuelo dominan los materiales primarios: volcánicos y pizarrosos en los llanos, conglomerados y cuarcitas en las cumbres, y rañas pliocuaternarias en los pies de montes.
El pueblo se sitúa en un sinclinar pizarroso flanqueado al norte por cumbres de dirección herciniana (noroeste-sudeste) y más de 700 metros (sierras del Cambrón), alcanzando altitudes entre 500 y 600 metros. El sinclinal posee suelos arcillosos, ricos en elementos ferromagnesianos. 

### Hidrografía
Surcan su término los arroyos de Tolote, al nordeste, y de los Prados, al suroeste, tributarios ambos del río Zújar, que señala la frontera con la Comunidad Extremeña, y en concreto con la provincia de Badajoz, por el noroeste.

### Clima
El clima es mediterráneo subtropical bastante continentalizado: inviernos suaves y veranos calurosos. Las lluvias pasan, en general de 500mm; el máximo de primavera es parecido al de otoño y el mínimo de invierno (enero-febrero) tiene poca importancia.

## Historia y Patrimonio
Su origen se remonta al siglo XVII a partir de un grupo de vecinos de Fuente Obejuna de tal apellido.
En 1569 la aldea se integra en la jurisdicción de la parroquia de Santa Ana en los Prados.
En 1817 junto a La Granjuela, Los Prados, Valsequillo y Esparragosa constituyen la villa de Cincoaldeas. Esta unión perdurará hasta 1842 en que Los Blázquez adquiere el título de villa. 

#### Guerra Civil
Al estallar la guerra civil española, Los Blázquez, al igual que la mayor parte de la comarca del Guadiato, se mantiene fiel al Gobierno de la República. Las tropas franquistas entraron en la población el 14 de junio de 1938. Ese día, tropas del sector de Peñarroya, de Infantería y Caballería, avanzaron en cuña, partiendo la línea republicana y destrozando las trincheras. Tomaron Castillejos, Piedras Gordas y la Morola, además del castillo de Los Blázquez; también se ocuparon las alturas de sierra Enriadero, sierra Navarra, sierra Mariscal, sierra del Coscojo, sierra el Cabrón y otras.
El investigador Carlos Hernández de Miguel ha publicado en su libro Los campos de concentración de Franco (2019) que, al final de la guerra (y en el periodo de posguerra), una vez conquistado el pueblo por las tropas franquistas, el municipio entero fue vallado para ser utilizado como campo de concentración. Dicho campo albergó a más de 4.000 prisioneros.
Lugares de interés: 
- Ruinas Castillo medieval de Maldegollo.
- Iglesia de nuestra señora del Rosario:muy reconstruida tras la guerra civil en los años 50.
- Ermita de San Isidro. S. XX.

## Demografía
Los Blázquez cuenta con una población de 635 habitantes (INE 2024).
| Gráfica de evolución demográfica de Los Blázquez entre 1842 y 2021                                                                                            |
| |
| Población de derecho según los censos de población del INE Población de hecho según los censos de población del INEEn este censo se denominaba Blasquez: 1842 |

## Economía

### Evolución de la deuda viva municipal
| Gráfica de evolución de Deuda viva del Ayuntamiento de Blázquez (Los) entre 2008 y 2019                                |
| |
| Deuda viva del Ayuntamiento de Blázquez (Los) en miles de Euros según datos del Ministerio de Hacienda y Ad. Públicas. |